# Rasten: Uppdrag rädda sommarlovet
Rasten: Uppdrag rädda sommarlovet (engelska: Recess: School's Out) är en animerad film från Walt Disney Pictures. Filmen hade premiär under 2001 och är baserad på TV-serien Rasten. Den hade ursprungligen biopremiär den 16 februari 2001.

## Handling
Det är sista skoldagen på Tallbarrskolan före sommarlovet. Tobbe Detweiler och hans klasskamrater skall gå ut fjärde klass. Men olyckligt nog skall alla i Rasten-gänget åka på olika läger - utom Tobbe. Det ser ut som det blir en trist och ensam sommar för honom. Men en sommarlovsdag upptäcker han att något skumt pågår på skolan, som egentligen borde vara tom. Först ber Tobbe sin rektor Peter Prickly om hjälp. Men Prickly blir kidnappad mitt framför Tobbes ögon. Och varken hans föräldrar eller polisen lyssnar på honom. Nu ser han bara en lösning. Han måste hämta hem sina kompisar från lägren och tillsammans måste de ta sig in i skolan och luska ut vad som pågår...

## Röster
| Karaktär                      | Originalröst                         | Svensk originalröst                        |
| ----------------------------- | ------------------------------------ | ------------------------------------------ |
| Tobias "Tobbe" J. Detweiler   | Andrew Lawrence                      | Tobias Swärd                               |
| Ashley Spinelli               | Pamela Adlon                         | Elina Raeder                               |
| Vincent "Vince" LaSalle       | Ricky D'Shon Collins                 | Sebastian Paulsson                         |
| Gretchen P. Grundler          | Ashley Johnson                       | Annika Barklund                            |
| Michael "Mikey" Blumberg      | Jason Davis (Sångröst) Robert Goulet | Leo Hallerstam (Sångröst) Krister St. Hill |
| Gustaf "Gus" Persson Griswald | Courtland Mead                       | Tin Carlsson                               |
| Rektor Peter "Pete" Prickly   | Dabney Coleman                       | Guy de la Berg                             |
| Dr. Philliam Benedict         | James Woods                          | Dan Bratt                                  |
| Fenwick                       | Peter MacNicol                       | Dick Eriksson                              |
| Becky Detweiler               | Melissa Joan Hart                    | Jennie Jahns                               |
| Fröken Muriel P. Finster      | April Winchell                       | My Holmsten                                |
| Randall C. Weems              | Ryan O'Donohue                       | Alexander Gylemo                           |
| Dr. Rosenthal                 | Tony Jay                             | ?                                          |
| Vakt                          | Dan Castellaneta                     | ?                                          |
| Polis #2                      | Kevin Michael Richardson             | Mikael Roupé                               |
| Skallig vakt                  | Clancy Brown                         | Adam Fietz                                 |
| Skolinspektör Skinner         | Robert Stack                         | ?                                          |
| Överste O'Malley              | R. Lee Ermey                         | Adam Fietz                                 |
| Fröken Grottge                | Allyce Beasley                       | Sharon Dyall                               |

## Sånger
| Originaltitel           | Svensk titel     |                          |
| ----------------------- | ---------------- | ------------------------ |
| Dancing in the Street   | -                | Martha and the Vandellas |
| One                     | -                | Three Dog Night          |
| Born to Be Wild         | -                | Steppenwolf              |
| Wipe Out                | -                | The Surfaris             |
| Incense and Peppermints | -                | Strawberry Alarm Clock   |
| Purple Haze             | -                | Jimi Hendrix             |
| Nobody But Me           | -                | The Human Beinz          |
| Let the Sunshine In     | -                | The 5th Dimension        |
| Green Tambourine        | En grön tamburin | Krister St. Hill         |
| Dancing in the Street   | -                | Atomic Kitten            |

### Fotnoter
1. ↑  ”Rasten: Uppdrag rädda sommarlovet”. Disneyania. 19 mars 2001. http://www.d-zine.se/filmer/raeddasommarlovet.htm. Läst 20 augusti 2016.